# 丹哥府志
『丹哥府志』（たんかふし）は、江戸時代後期に編纂された丹後国の地誌。

## 概要
宝暦13年（1763年）から天保12年（1841年）にかけて、宮津藩の儒者・小林玄章（こばやし げんしょう）とその子の之保、孫の之原が3代にわたって編纂した地誌である。
原本は昭和2年（1927年）の北丹後地震でほとんどが焼失したが、網野町郷の立野家に伝わった竹野郡の部のみが残存し、京丹後市の文化財に指定されている。
昭和13年（1938年）の『丹後郷土史料集』第1輯と、昭和47年（1972年）の『丹後史料叢書』第6輯にそれぞれ活字翻刻されている。